# 栗原市消防本部
栗原市消防本部（くりはらししょうぼうほんぶ）は、宮城県栗原市の消防部局（消防本部）。管轄区域は栗原市全域。

## 概要
- 消防本部：宮城県栗原市築館字留場中田111番地1
- 管内面積：804.93km2
- 職員定数：165人
- 消防署1カ所、分署2カ所、出張所2カ所
- 主力機械（2020年4月1日現在）
  - 普通消防ポンプ自動車：6
  - 水槽付消防ポンプ自動車：3
  - 化学消防自動車：1
  - 救助工作車：1
  - 指揮車：1
  - 指令車：1
  - 広報車：5
  - 資機材搬送車：2
  - 救急車：6
  - 連絡車：1
  - 防災活動車：1

## 沿革
- 2005年4月1日 栗原郡築館町、若柳町、栗駒町、高清水町、一迫町、瀬峰町、鶯沢町、金成町、志波姫町及び花山村の新設合併により栗原市が発足する。
  - 合併した10町村が設立していた栗原地域広域行政事務組合が合併前日をもって解散し、栗原市に承継する。栗原地域広域行政事務組合消防本部（1970年4月1日消防本部設置）より、単独消防として栗原市消防本部を設置する。
- 2009年4月1日 消防署等の名称を変更。

## 組織
- 本部 - 総務課、警防課、予防課
- 消防署

## 消防署

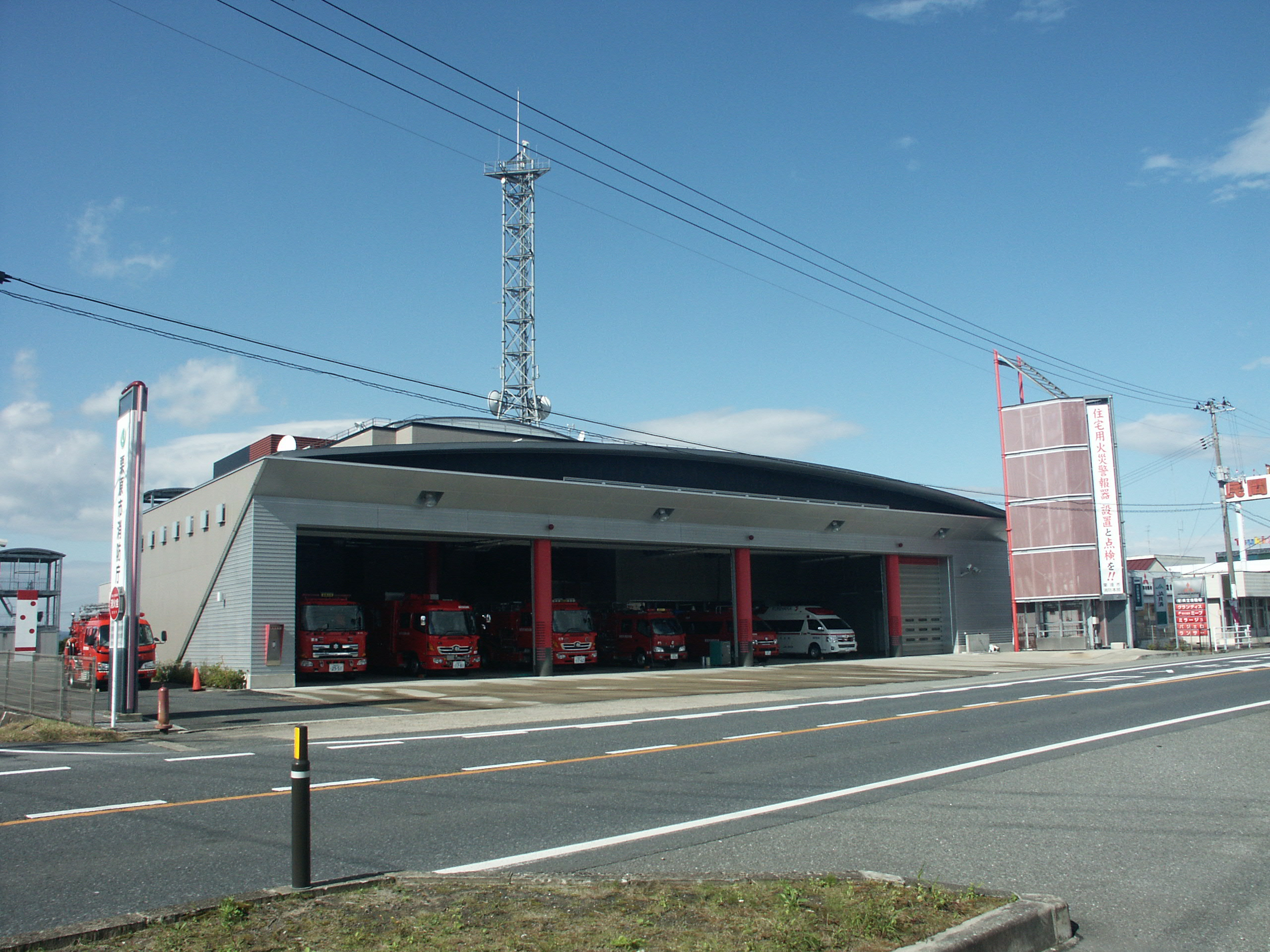
栗原消防署

| 消防署     | 住所                   | 分署                                                     | 出張所                                           |
| ---------- | ---------------------- | -------------------------------------------------------- | ------------------------------------------------ |
| 栗原消防署 | 築館字留場中田111番地1 | 東：若柳字福岡小谷町浦157番地2 北：栗駒中野田町西44番地2 | 南：瀬峰上富前295番地2 西：一迫字嶋躰反町77番地2 |